# All Saints (Antigua och Barbuda)
All Saints är den tredje största staden i Antigua och Barbuda med 3 412 invånare (2001) och ligger mitt på Antigua, 8 kilometer sydost om huvudstaden Saint John's. Inom synhåll ligger Betty's Hope, Antiguas första storskaliga sockerplantage. Området runt All Saints är främst känt för sin keramik.